# Clytocosmus edwardsi
Clytocosmus edwardsi är en tvåvingeart som beskrevs av Alexander 1922. Clytocosmus edwardsi ingår i släktet Clytocosmus och familjen storharkrankar. Inga underarter finns listade i Catalogue of Life.